# جایپراکاش گاور
جایپراکاش گاور (انگلیسی: Jaiprakash Gaur) (زاده ۱۹۳۰) کارآفرین، بازرگان و مدیر ارشد اجرایی هندی است، که در سال ۱۹۷۹ گروه جایپی را تأسیس نمود.